# نورت پلیموت (ماساچوست)
نورت پلیموت (به انگلیسی: North Plymouth) یک منطقهٔ مسکونی در ایالات متحده آمریکا است که در شهرستان پلیموث، ماساچوست واقع شده‌است. نورت پلیموت ۹٫۱ کیلومتر مربع مساحت و ۳٬۶۰۰ نفر جمعیت دارد و ۲۵ متر بالاتر از سطح دریا واقع شده‌است.